# Плеске, Фёдор Эдуардович
Фёдор Эдуардович (Дмитриевич) Плеске (нем. Theodor Pleske; 11 [23] июля 1858, Петергоф, Санкт-Петербургская губерния — 1 августа 1932, Ленинград) — российский зоолог-систематик, академик Петербургской Академии наук (1893).

## Биография
Родился 11 (23) июля 1858 в семье Эдуарда Людвиговича Плеске (1817—1873), офицера различных сапёрных подразделений, а затем чиновника по интендантскому ведомству, и его жены Маргариты Елизаветы Оом (1822—1880), дочери педагога Анны Оом; брат государственного деятеля Эдуарда Плеске.
Начальное образование получил во 2-й Санкт-Петербургской классической гимназии, затем закончил знаменитую немецкую гимназию St.Petri-Schule (1873—1878) и поступил на естественное отделение физико-математического факультета Санкт-Петербургского университета в 1878 году. В 1882 году Плеске окончил курс университета в звании кандидата по специальности орнитология. В 1880 году был командирован вместе с Кудрявцевым Н. В. от Санкт-Петербургского общества естествоиспытателей для исследования фауны Кольского полуострова и Южного Урала. Вернувшись из экспедиции в 1886 году Плеске становится хранителем Музея Императорской Академии Наук в секции орнитология. Основной областью деятельности Плеске являлась обработка и систематизация орнитологических коллекций, собранных академиками Н. М. Пржевальским и Г. Е. Грум-Гржимайло в Центральной Азии. В 1893 году становится директором Императорского Зоологического музея. В 1890 году Плеске был избран адъюнктом Императорской академии наук, а в 1893 году — экстраординарным академиком. В 1897 году оставил Академию. После революции снова работал в музее с насекомыми и птицами. В 1932 году мог быть арестован. В том же году скончался.

## Научные труды
- «Ornithologische Notizen aus Ost-Russland» («Cab. Joun. f. Orn.», 1878),
- «Beitrage zur Ornithologie der St.-Petersburger Gouvernements» («Beitr. Kenntn. Russ. Reichs.», [2], IV, 1881),
- «Ubersicht des Saugethiere und Vogel der Kola-Halbinsel» («Beitr. Kenntn. Russ. Reich.», [2], VII, 1884 и 1886),
- «Ornithographia rossica» (Санкт-Петербург),
- «Научные результаты путешествия Пржевальского. Птицы», «Revision d. turkest. Ornis» (Санкт-Петербург, 1888),
- «Ornith. Ausbeute d. Exped. der Gebr. Grum-Grzimailo nach Central-Asien 1889—1890» (Санкт-Петербург, 1890).